# Bandera de Mordovia

Bandera de Mordovia.

La bandera de Mordovia es uno de los símbolos oficiales del sujeto federal homónimo de la Federación Rusa. Fue aprobado por el Parlamento de la República de 30 de marzo de 1995.
Su diseño consiste en un rectángulo de proporciones 1:3 dividida en tres bandas horizontales en rojo, blanco y azul, en la proporción de 1 / 4, 1 / 2 y 1 / 4, respectivamente. En el centro de la bandera aparece un símbolo similar al que figura en la bandera de Udmurtia.

## Simbolismo
El símbolo en el centro de la bandera es un símbolo solar.
Los colores de la bandera también siguen el patrón de la bandera en la mayoría de los países de Europa oriental y de la bandera rusa, así como muchas de sus subdivisiones, utilizar los colores paneslavos que son el rojo, blanco y azul.
- Datos: Q59070
- Multimedia: Flags of Mordovia / Q59070